# Svrčinovec
Svrčinovec es un municipio del distrito de Čadca en la región de Žilina, Eslovaquia, con una población estimada a final del año 2024 de 3305 habitantes.
Se encuentra ubicado al noroeste de la región, cerca del curso alto del río Váh (cuenca hidrográfica del Danubio) y de la frontera con la República Checa y Polonia.

## Demografía
| Año        | 1994 | 2004     | 2014    | 2024    |
| ---------- | ---- | -------- | ------- | ------- |
| Población  | 3138 | 3467     | 3560    | 3305    |
| Diferencia |      | +10,48 % | +2,68 % | −7,16 % |

| Año        | 2023 | 2024    |
| ---------- | ---- | ------- |
| Población  | 3339 | 3305    |
| Diferencia |      | −1,01 % |